# Centrale thermique de Schwarze Pumpe
La centrale thermique de Schwarze Pumpe est une centrale thermique située dans le bassin minier de Lusace, au Brandebourg, en Allemagne.
Elle est considérée en 2019 comme le 6e plus gros pollueur d'Europe avec 12,4 mégatonnes de CO2.